# Dicranomyia (Caenoglochina) rapax
Dicranomyia (Caenoglochina) rapax is een tweevleugelige uit de familie steltmuggen (Limoniidae). De soort komt voor in het Neotropisch gebied.